# Il patto dei lupi
Il patto dei lupi (Le Pacte des loups) è un film del 2001 diretto da Christophe Gans, ispirato alla vicenda storica della Bestia del Gévaudan.

## Trama
Il film è ispirato ad una storia vera successa in Francia all'epoca della 
rivoluzione. Il marchese d'Apcher scrive le sue memorie nel suo castello. Racconta fino al 1764: nelle campagne francesi del Gévaudan, uomini e animali vengono assaliti e uccisi da una bestia feroce, che passerà alla storia come la Bestia del Gévaudan, con assalti caratterizzati da straordinaria violenza. In tre anni uccide oltre cento persone e vani sono risultati i tentativi di catturarla. Il re Luigi XV decide di inviare nella regione il cavaliere Grégoire De Fronsac, accompagnato da un compagno irochese Mani, per catturare e imbalsamare l'animale. Al loro arrivo salvano Jean Chastel, un anziano guaritore, e sua figlia da un attacco di soldati. Inizialmente Fronsac è scettico sull'esistenza della bestia: dalle informazioni dei sopravvissuti e dai morsi inflitti sui cadaveri, deduce che abbia un peso approssimativo di 227 kg e durante le battute di caccia del capitano Duhamel solo lupi vengono rilevati.
Durante la sua permanenza a Gévaudan, Fronsac si innamora della nobile Marianne de Morangias e fa conoscenza con il fratello Jean-François, che fu cacciatore e viaggiatore prima di perdere un braccio a causa di un leone in Africa. Durante le investigazioni, Grégoire trova un dente d'acciaio in un cadavere e una bambina sopravvissuta giura che la bestia sia controllata da un umano. A causa delle infruttuose ricerche, Duhamel e Fronsac vengono sollevati dal loro incarico e quest'ultimo viene anche cacciato dalla regione. Prima di imbarcarsi, Mani e Fronsac vengono richiamati dal giovane Marquis d'Apcher, il quale consegna uno scritto di Marianne che reinserisce nella ricerca i due protagonisti.
Ritornati a Gévaudan, Grégoire incontra Marianne presso una casa del villaggio e i due vengono attaccati dalla bestia. Nonostante l'animale avesse appena ucciso un uomo, si ferma davanti a Marianne e fugge al richiamo del suo padrone. Marquis d'Apcher, Fronsac e Mani preparano nella foresta delle trappole, ma la bestia si rivela intelligente e fugge nonostante le ferite. Mani la insegue fino al suo riparo, una tenuta di caccia che scopre essere il rifugio di Jean Chastel e di una banda di zingari. Dopo un violento scontro, Mani viene ucciso da un colpo di proiettile alla schiena e abbandonato nel bosco.
Grégoire scopre l'accaduto e durante l'autopsia sul corpo dell'amico rinviene una pallottola d'argento, firma del nobile Jean-François de Morangias. Decide così di attaccare la tenuta appiccando del fuoco, trovando la tana della bestia e uccidendo molti occupanti. Nella casa rinviene inoltre una stampa a caratteri mobili e pile di copie de L'Édifiante, libro propagandistico in cui si teorizza la presenza della bestia come punizione del re per la sua indulgenza sui filosofi, concludendo che l'Illuminismo sarebbe un'eresia.
All'alba Grégoire brucia il corpo di Mani, in modo che secondo le usanze indiane possa ritornare dai suoi avi, ma viene raggiunto dal prete Henri Sardis, accusato di disordini dalle autorità locali e infine imprigionato. Sylvia gli fa visita in prigione, rivelandogli che è una spia, inviata dal papa per uccidere Sardis, il quale aveva fondato una società segreta che utilizzava la bestia per moralizzare il re e proteggere la parola di Dio a qualunque costo. I congiurati non agivano per conto della Chiesa e l'associazione era stata istituzionalizzata con il patto dei lupi. Sylvia avvelena Grégoire provocandogli un coma e viene ritenuto da tutti morto e quindi seppellito.
Sardis decide di uccidere Marianne a seguito della sua minaccia di riferire al re gli avvenimenti e incarica Jean-François dell'operazione, in modo che possa anche togliersi di dosso l'incestuosa brama sulla sorella. Jean-François cerca di convincere Marianne a fuggire con lui e in seguito al suo rifiuto, le rivela l'esistenza del suo secondo braccio e di essere il padrone della bestia. Marianne capisce che il legame di sangue l'aveva protetta dalla bestia e cerca di fuggire, ma Jean-François la violenta e l'abbandona morente.
Sylvia e dei compagni dissotterrano il corpo di Fronsac e si presentano ad un sermone della comunità di congiurati. Fronsac uccide Jean-François, mentre numerosi zingari vengono uccisi e i nobili catturati dai soldati del capitano Duhamel. Mentre Sardis fugge sulle montagne e viene ucciso da un branco di lupi. Dopo aver fatto arrestare i congiurati, Fronsac accorre al castello di Apcher, dove si trova Marianne in fin di vita, e la cura grazie a una polvere contenuta in una boccetta presente nel suo bracciale.
Fronsac e il marchese vanno alla tana della bestia, dove giace gravemente ferita. Il vecchio guaritore che accudisce la bestia rivela che la creatura è in realtà un leone: Jean-Francois aveva portato dall'Africa una leonessa incinta, che aveva partorito in Francia. Dei cuccioli che nacquero solo uno era stato tenuto, il più forte, ed era stato torturato e addestrato a uccidere a comando, per poi essere rinchiuso in una pesante armatura chiodata, che gli dava un aspetto mostruoso. Fronsac, capendo che la bestia è in realtà un'altra vittima della follia di Sardis e dei suoi fedeli, ha pietà e uccide la bestia in un atto di misericordia.
Il marchese finisce di scrivere il suo resoconto poco prima di essere condotto alla sua esecuzione da una folla rivoluzionaria. Afferma di non sapere cosa sia successo a Fronsac e Marianne dopo la morte della bestia; ma spera che da qualche parte siano felici insieme. Un'ultima scena mostra Fronsac e Marianne che salpano su una nave chiamata Frère Loup, il fratello lupo, e spargere le ceneri del suo defunto amico Mani.

## Produzione

### Genesi
Il soggetto originale, presentato dall'esordiente Stéphane Cabel a Canal+ Écriture nel 1998, si intitolava Lupu Dei (Le pacte des loups era il sottotitolo).
François Cognard di Canal Écriture propose poi la sceneggiatura, frutto di un ulteriore anno di lavoro, a Christophe Gans, che si trovava in un momento particolare, costretto ad abbandonare la lavorazione di un film a cui aveva dedicato quasi tre anni, le cui riprese erano state continuamente rinviate, e che accolse la possibilità di girare un film come Il patto dei lupi, in cui poter mettere tutto il proprio immaginario, come un vero e proprio regalo.

### Cast
Gans, non interessato a realizzare un film con star internazionali, che lo costringesse a dipendere da attori affermati, ha messo insieme un cast composito, formato da volti giovani, a rappresentare il nuovo cinema francese, e da veterani simbolo del cinema francese del passato.
Il fatto che Gans, per sua stessa ammissione, non sia un "regista di attori" e sia invece più interessato alla perfetta riuscita tecnica che alle performance interpretative, ha creato qualche difficoltà agli attori, che non hanno trovato in lui un interlocutore con cui approfondire il loro lavoro, ma in compenso non ne sono neanche stati condizionati ed hanno avuto la massima libertà di esprimersi, e durante le riprese il suo atteggiamento verso di loro è comunque via via migliorato, offrendo maggiori possibilità di confronto.
Il coinvolgimento di Mark Dacascos, già protagonista del precedente film di Gans, Crying Freeman, ha significato una radicale trasformazione del personaggio di Mani, da attempato stregone indiano, sul genere di Yoda, ad atletico guerriero.

### Fotografia
Per dare un forte stile visivo al film fu scelto il direttore della fotografia Dan Laustsen dopo aver visto il suo eccezionale lavoro per Mimic (1997) di Guillermo del Toro.

## La bestia
La bestia è stata ideata e costruita da Igor Chevalier e animata da Jamie Courtier. Viene rappresentata come un grande animale dotato di molta forza, con grandi fauci e al posto di denti e artigli delle lame d'acciaio. Alla fine del film si scopre che la Bestia era un leone, che Jean-Francois aveva portato dall'Africa dopo aver ucciso il padre (che gli aveva strappato il braccio) e rapito la madre incinta, che aveva partorito in Francia. Solo un cucciolo era stato tenuto, il più forte, ed era stato torturato e addestrato a diventare un assassino di uomini, per poi essere rinchiuso in quella pesante armatura, che gli dava un aspetto mostruoso.

## Incassi
Il film, costato circa 200 milioni di franchi (29 milioni di dollari), complessivamente, a livello internazionale, ha incassato 70752904 $.
In Francia, uscito nelle sale il 31 gennaio 2001, ha superato la soglia dei 5 milioni di spettatori.
In Italia, uscito nelle sale il 23 novembre 2001, ha incassato 5066000 €, 25° incasso della stagione cinematografica 2001/02.
Il 29 agosto 2002 è stato tolto il divieto ai minori di 14 anni.
In Nord America ha incassato 11260096 $.